# 永田佐吉
永田 佐吉（ながたさきち、元禄14年（1701年） - 寛政元年10月10日（1789年11月26日））は、美濃国羽栗郡竹ヶ鼻村（現・岐阜県羽島市）出身の豪商、人徳者。別名仏佐吉。号は覚翁、実道。

## 人徳者・仏佐吉
貧しい農民の子として生まれる。幼くして両親と死別、継母に育てられる。10歳の頃、尾張国名古屋の紙問屋へ丁稚奉公へ出る。まじめに働きながら読み書きを覚える。まじめぶりが災いして問屋の他の店員に疎まれ、主人から惜しまれながら去る。
郷里の竹ヶ鼻村へ戻ると、綿の仲買を始める。正直でまじめな働きぶりから人々から信頼を得、財をなす。綿の値段を相手の言い値で売買したり、餅屋を始めた際、同業者に迷惑をかけないように値段を高めにするといった、様々な話が伝わる。佐吉の商売は、相手との信頼関係を第一としたものであった。
しかし、その財は私利私欲のためでなく、道の整備、道標の設置、石橋の設置、神社仏閣への寄進等、人々のために使われた。佐吉はこれらの寄進や寄付、寄贈に自分の名前は残さず、村全員が行ったとしている。
私利私欲は全くなく、母親や人々のためにつくし、深く仏を信仰し、人徳者だったという。このような話は数多くあり、人々は佐吉を「仏佐吉」として尊敬したという。
1750年（寛延3年）、母親と人々のために大仏を建立する（佐吉大仏）。この大仏は江戸の鋳物師に発注したが、船で運搬中に嵐で沈んでしまう。佐吉は「大仏は海中から人々を守ってくださる」と船主を責めることなく、再度江戸に大仏を発注したという。
墓は羽島市の本覚寺にあり、岐阜県の史跡に指定されている。
明治21年（1888年）8月刊行の尋常小学校の教科書『尋常小学修身口授教案』には、親孝行、人徳、信仰、信頼、謙虚という点から、題目『善き人にはさひわいがくる』として紹介されている（この資料は国立国会図書館デジタルアーカイブとしてオンラインで閲覧することができる）。